# شكيب ميسر
شكيب ميسر المعروف أيضًا باسم محمد شكيب الميسر وشكيب بك (1878م ــ 1937م) سياسي سوري من حلب، استلم وزارة الاشغال العامة و التجارة.

## ولادته وتحصيله
ولد محمد شكيب ميسر (1878م ــ 1937م) في مدينة حلب و أصولهم من بلدة الباب. تخرج من الكلية العليا للعلوم الإدارية (مكتب الملكية) في اسطنبول.يتقن اللغات العربية، والتركية، والفارسية، والفرنسية.

## عمله ووظائفه
عمل موظفًا بمعية والي حلب، ثم مدير ناحية، فقائمقام، فمدير نفوس، ثم مفتشًا للإدارة المدنية في ولاية حلب.في عام 1924، أصبح رئيس ديوان الحاكمية العامة لدولة حلب ورئيسًا للداخلية.في عام 1925، شغل منصب متصرف حوران.عام 1926، شغل منصب وزير النافعة (الأشغال العامة والمواصلات و التجارة) في حكومة أحمد نامي الثانية .

## وفاته
توفي شكيب ميسر(1937م) في حلب ودفن بها.

## الأوسمة والتكريم
بلغ الرتبة الثانية في الهرمية العثمانية.تعادل رتبة "قائم مقام" (العقيد) العسكرية، ويلقب حاملها بالـ (بك) أو الـ (أفندي) أو بكليهما معاً (بك أفندي)،
حصل على وسام الاستحقاق السوري من الدرجة الأولى عام 1928.
أبناؤه: المفكر أورخان ميسر، الفنان التشكيلي عدنان ميسر، والمهندس المدني كنعان الميسر.